# Oehlecker-Probe
Die Oehlecker-Probe, genauer Biologische Vorprobe nach Oehlecker, kurz auch Biologische Probe (nach Oehlecker), ist eine alte Verträglichkeitsprobe bei der Bluttransfusion, benannt nach dem Hamburger Chirurgen Franz Oehlecker (1874–1957), dem Autor des Lehrbuches Die Bluttransfusion (Berlin 1933). Zu Oehleckers Zeit wurde Blut direkt vom Spender zum Empfänger übertragen, Blutkonserven und Blutgruppenbestimmungen gab es noch nicht. Zur Kontrolle auf Verträglichkeit transfundierte Oehlecker dem Empfänger rasch eine gewisse Menge (10–20 ml) Blut, danach folgt ein langsames Weitertropfen. Nach etwa zwei Minuten kann diese Prozedur nochmals wiederholt werden. Dabei wird beim Patienten auf Zeichen einer Unverträglichkeitsreaktion (Gesichtsrötung, Unruhe, Übelkeit, Schocksymptome) geachtet. Nach unauffällig verlaufener Vorprobe wurde nach 50 Minuten nochmals eine Beobachtungspause von einigen Minuten gemacht. So konnten gefährliche Transfusionszwischenfälle durch Hämolyse durch Abbruch der Übertragung von meist 500 ml Blut verhindert oder abgemildert werden. Bei einer Störung der Kreuzprobe durch Autoantikörper oder Störungen des Komplementsystems wird die Oehlecker-Probe auch heute noch angewendet.